# Штадлер, Эвальд
Эвальд Штадлер (нем. Ewald Stadler; род. 21 мая 1961, Медер) — австрийский политик. До 2007 года член Австрийской партии свободы, до 2013 года член партии Альянс за будущее Австрии, с 7 декабря 2011 года — депутат Европарламента от внефракционных.

## Биография
Эвальд Штадлер родился в католической семье в Медере, Австрия.
После окончания школы работал в финансовом управлении города Фельдкирх. Позже поступил в Инсбрукский университет для изучения юриспруденции, который закончил в 1990 году со званием магистра юриспруденции.
В 2007/2008 годах успешно закончил юридическую практику в окружном суде города Кремс-на-Дунае. С 2009 года работает адвокатом в юридической фирме в городе Нойленгбах.

### Политическая карьера
В 1985—1996 годах Штадлер был членом общинного совета (нем. Gemeinderat) в Медере, а в 1990—1994 годах — членом общинного правления (нем. Gemeindevorstand). В 1989 году он был избран в ландтаг Форарльберга, членом которого оставался до 1994 года. Кроме того, с 1991 по 1994 год Штадлер возглавлял Австрийскую партию свободы в ландтаге Форарльберга.
Штадлер был наблюдателем от Австрии на президентских выборах в России в 2012 году.
Также он лично присутствовал на Крымском полуострове во время референдума в 2014 году и в ДНР во время выборов.

### Личная жизнь
Эвальд Штадлер женат, имеет шестерых детей.